# Wereldbeker schaatsen 2010/2011 - Wereldbekerfinale
De Wereldbeker schaatsen 2010/2011 Wereldbekerfinale was de achtste race van het Wereldbekerseizoen. De wedstrijd werd gehouden in Thialf in Heerenveen, Nederland van 4 tot en met 6 maart 2011.

## Tijdschema
| Datum   | Lokale tijd | Onderdeel |
| ------- | ----------- | --- |
| 4 Maart | 15:00       | 500 m mannen 1500 m vrouwen 5000 m mannen Massastart vrouwen (15 ronden)                                                                                     |
| 5 Maart | 14:00       | 500 m vrouwen 1500 m mannen 3000 m vrouwen Teamsprint vrouwen kwalificatie Teamsprint mannen kwalificatie Teamsprint vrouwen finale Teamsprint mannen finale |
| 6 Maart | 14:00       | 1000 m vrouwen 1000 m mannen 500 m vrouwen 500 m mannen Massastart mannen (25 ronden)                                                                        |

## Nederlandse deelnemers
| Afstand | Geslacht | Deelnemers       | Deelnemers          | Deelnemers          | Deelnemers        | Deelnemers         |
| ------- | -------- | ---------------- | ------------------- | ------------------- | ----------------- | ------------------ |
| 1e 500m | Mannen   | Jan Smeekens     | Jacques de Koning   | Hein Otterspeer     | Stefan Groothuis  | Simon Kuipers      |
| 1e 500m | Vrouwen  | Margot Boer      | Laurine van Riessen | Thijsje Oenema      | Annette Gerritsen |                    |
|         |          |                  |                     |                     |                   |                    |
| 2e 500m | Mannen   | Jan Smeekens     | Jacques de Koning   | Hein Otterspeer     | Stefan Groothuis  | Simon Kuipers      |
| 2e 500m | Vrouwen  | Margot Boer      | Laurine van Riessen | Thijsje Oenema      | Annette Gerritsen |                    |
|         |          |                  |                     |                     |                   |                    |
| 1000m   | Mannen   | Stefan Groothuis | Simon Kuipers       | Jan Bos             | Kjeld Nuis        | Sjoerd de Vries    |
| 1000m   | Vrouwen  | Margot Boer      | Ireen Wüst          | Laurine van Riessen | Marrit Leenstra   | Annette Gerritsen  |
|         |          |                  |                     |                     |                   |                    |
| 1500m   | Mannen   | Simon Kuipers    | Stefan Groothuis    | Rhian Ket           | Mark Tuitert      | Wouter Olde Heuvel |
| 1500m   | Vrouwen  | Marrit Leenstra  | Ireen Wüst          | Laurine van Riessen | Diane Valkenburg  | Jorien Voorhuis    |
|         |          |                  |                     |                     |                   |                    |
| 5000m   | Mannen   | Bob de Jong      | Wouter Olde Heuvel  | Bob de Vries        | Jan Blokhuijsen   | Jorrit Bergsma     |
| 3000m   | Vrouwen  | Marije Joling    | Jorien Voorhuis     |                     |                   |                    |

## Podia

### Mannen
| Afstand:        | Goud:                        | Tijd    | Zilver:                    | Tijd    | Brons:                       | Tijd    |
| 500 m (vrijdag) | Lee Kang-seok Zuid-Korea     | 35,03   | Lee Kyou-hyuk Zuid-Korea   | 35,08   | Jacques de Koning Nederland  | 35,18   |
| 500 m (zondag)  | Lee Kyou-hyuk Zuid-Korea     | 35,00   | Yuya Oikawa Japan          | 35,11   | Lee Kang-seok Zuid-Korea     | 35,12   |
| 1000 m          | Stefan Groothuis Nederland   | 1.08,66 | Lee Kyou-hyuk Zuid-Korea   | 1.09,00 | Shani Davis Verenigde Staten | 1.09,21 |
| 1500 m          | Shani Davis Verenigde Staten | 1.45,92 | Stefan Groothuis Nederland | 1.46,09 | Ivan Skobrev Rusland         | 1.46,59 |
| 5000 m          | Bob de Jong Nederland        | 6.18,62 | Ivan Skobrev Rusland       | 6.22,50 | Bob de Vries Nederland       | 6.24,44 |

### Vrouwen
| Afstand:         | Goud:                       | Tijd    | Zilver:                     | Tijd    | Brons:                        | Tijd    |
| 500 m (zaterdag) | Annette Gerritsen Nederland | 38,31   | Jenny Wolf Duitsland        | 38,37   | Lee Sang-hwa Zuid-Korea       | 38,49   |
| 500 m (zondag)   | Jenny Wolf Duitsland        | 38,37   | Lee Sang-hwa Zuid-Korea     | 38,48   | Annette Gerritsen Nederland   | 38,55   |
| 1000 m           | Ireen Wüst Nederland        | 1.15,76 | Marrit Leenstra Nederland   | 1.16,19 | Laurine van Riessen Nederland | 1.16,37 |
| 1500 m           | Ireen Wüst Nederland        | 1.56,35 | Marrit Leenstra Nederland   | 1.57,00 | Christine Nesbitt Canada      | 1.57,86 |
| 3000 m           | Martina Sáblíková Tsjechië  | 4.06,21 | Stephanie Beckert Duitsland | 4.08,03 | Jorien Voorhuis Nederland     | 4.08,96 |